# Городецька сільська рада (Кобринський район)
Городецька сільська́ ра́да (біл. Гарадзецкі сельсавет) — адміністративно-територіальна одиниця у складі Кобринського району Берестейської області Білорусі. Адміністративний центр — село Городець.

## Історія
11 травня 2012 року до складу Городецької сільської ради увійшли територія та населені пункти ліквідованої Ониськовецької сільської ради.

## Склад
Населені пункти, що підпорядковувалися сільській раді станом на 2009 рік:
| Населений пункт | Тип  | Населення, осіб (2009) |
| --------------- | ---- | ---------------------- |
| Бородичі        | село | 63                     |
| Величковичі     | село | 7                      |
| Вигода          | село | 9                      |
| Городець        | село | 1272                   |
| Грушеве         | село | 415                    |
| Демидовщина     | село | 91                     |
| Дубини          | село | 98                     |
| Жуки            | село | 5                      |
| Заболоття       | село | 8                      |
| Залески         | село | 7                      |
| Камінь          | село | 261                    |
| Кустовичі       | село | 233                    |
| Липово          | село | 103                    |
| Мазури          | село | 35                     |
| Меленково       | село | 68                     |
| Мефедовичі      | село | 125                    |
| Октябр          | село | 542                    |
| Онисковичі      | село | 206                    |
| Осмоловичі      | село | 19                     |
| Подземення      | село | 36                     |
| Рудець Малий    | село | 30                     |
| Рудець Великий  | село | 25                     |
| Совпли          | село | 13                     |
| Стародубці      | село | 31                     |
| Худлин          | село | 73                     |
| Челищевичі      | село | 23                     |
| Шури            | село | 7                      |

## Населення
За переписом населення Білорусі 2009 року чисельність населення сільської ради становила 3330 осіб.

### Національність
Розподіл населення за рідною національністю за даними перепису 2009 року:
| Національність                | Осіб | Відсоток |
| ----------------------------- | ---- | -------- |
| білоруси                      | 2992 | 89,85 %  |
| українці                      | 154  | 4,62 %   |
| росіяни                       | 118  | 3,54 %   |
| цигани                        | 34   | 1,02 %   |
| поляки                        | 12   | 0,36 %   |
| вірмени                       | 7    | 0,21 %   |
| азербайджанці                 | 4    | 0,12 %   |
| національність не повідомлена | 3    | 0,09 %   |
| дві та більше національності  | 2    | 0,06 %   |
| національність не вказана     | 2    | 0,06 %   |
| литовці                       | 1    | 0,03 %   |
| мордва                        | 1    | 0,03 %   |
| Разом                         | 3330 | 100 %    |